# Red Lorry Yellow Lorry
Red Lorry Yellow Lorry ist eine britische New Wave Band, die 1981 in Leeds gegründet wurde.

## Bandgeschichte
Die Band wurde von Chris Reed (Gitarre, Songwriting) und dem ursprünglichen Sänger Mark Sweeney zusammen mit dem Bassisten Steve Smith und dem Schlagzeuger Mick Brown (der später bei The Mission einstieg) gegründet. Reed hatte als Gitarrist in einer Schülerband namens Acromasia angefangen, die Progressive-Rock-Coverversionen spielte. Sweeney hatte zuvor in der Punkband Knife Edge gesungen, die am 1. August 1981 ihr Abschiedskonzert gegeben hatte. Bassist Steve Smith hatte in 1978/79 in einer Power-Pop-Band namens Just Frank gespielt und eine Single veröffentlicht. Schlagzeuger Mick Brown war ebenso zuvor in einer anderen lokalen Band, die auch eine Single herausgebracht hatte.
Mark Sweeney verließ die Band bald wieder und Chris Reed übernahm von da an den Gesang, als zweiter Gitarrist wurde Martin Fagan in die Band geholt. Am 1. April 1982 konnte sich die Band einen Auftritt als lokale Vorgruppe für The Jam in Leeds sichern. Der Sound der Band bestand aus betäubend dröhnenden Gitarren, kräftig hämmerndem Schlagzeug und Reeds hohl klingendem Gesang.
Im Jahr 1982 bot Dave Hall, der Manager von Red Lorry Yellow Lorry, dem Label Red Rhino Records ein Demotape an. Die Gruppe erhielt daraufhin einen Vertrag. Beating My Head wurde ohne jede Veränderung von der Demoaufnahme auf die erfolgreiche Debüt-Single gepresst.
Fagan und Smith verließen bald darauf die Band und wurden durch Dave Wolfenden und Paul Southern ersetzt. Wolfenden wurde, bei häufigem Wechsel der Besetzung, eine Konstante und war häufig Reeds Partner beim Songwriting. In den Jahren 1983 und 1984 erschienen mehrere Singles, unter anderem He’s Read und Monkeys on Juice. Von John Peel schon früh unterstützt nahmen sie im März und November 1983 zwei Radiosessions mit ihm auf.
Das Debütalbum der Band, Talk About the Weather erschien 1985, bekam überwiegend gute Kritiken und kam direkt auf Platz 3 der NME Indie Rock Album Charts. Das Album wurde in den USA zur viertbestverkauften Independent-LP des Jahres 1985 und lief für die Veröffentlichung eines kleineren Labels erstaunlich gut, ebenso wie die folgenden Singles Chance und Spinning Round. Die Band lehnte Angebote größerer Plattenfirmen ab und blieb bewusst bei dem kleineren Red Rhino-Label, um ohne Druck von außen arbeiten zu können.
Anfang Dezember 1985 verließ jedoch Schlagzeuger Mick Brown die Band, um bei The Mission mitzuwirken (er hatte im Oktober bereits als Gastmusiker auf ihrer Debütsingle mitgewirkt), Bassist Paul Southern stieg ebenfalls aus und wurde durch Leon David Phillips ersetzt, der von Beruf Tontechniker war. Anfang 1986 kam der neue Schlagzeuger Christopher Oldroyd von der Band Music for Pleasure dazu, der im Gegensatz zu Mick Brown zusätzlich zum Drumcomputer ein komplett aufgebautes Schlagzeug spielte, so dass der Anteil des Schlagzeugs auf dem nächsten Studioalbum Paint Your Wagon deutlich kraftvoller ausfiel.
Das neue Album Paint Your Wagon erschien am 7. März 1986 und erreichte ebenfalls Platz 3 in den NME Indie Charts. Nach zwei weiteren Singles wechselte die Band 1987 zu Beggars Banquet Records, wo sie 1988 und 1989 zwei Studioalben veröffentlichten. Das ambitionierte Album Blow (1989) war laut Chris Reed die „erste Platte, die unabhängig von starkem Drogenkonsum entstand“ und versuchte, den Sound der Band zugänglicher zu machen. Das Album erwies sich als kommerzieller Flop, der Plattenvertrag wurde gelöst, es kam zum Streit in der Band und Gitarrist David Wolfenden stieg aus. Er nahm ein Angebot als Gitarrentechniker bei The Mission an und spielte auf ihrer Deliverance-Tour 1990 auch zusätzlich Gitarre. Auch Bassist Leon Phillips verließ die Band und wurde zunächst durch Adam Pearson (später bei den Sisters of Mercy) ersetzt. Für die bereits gebuchte USA-Tournee Anfang 1990 und die darauf folgenden Termine in Europa stellte Chris Reed schnell eine neue Band zusammen: Martin Scott (ex-MDMA) an der Gitarre, der einen deutlichen Hardrock-Einfluss mitbrachte, und Gary Weight am Bass, der Reeds neuer Songwriting-Partner wurde. 
1990 löste Reed die Band vorübergehend auf, zog mit Weight zusammen und gründete mit ihm ein Projekt namens Generayt. Mit einem zusätzlichen Keyboardspieler wurden Demoaufnahmen für ein geplantes Album namens Sparkhead gemacht und vier Konzerte in Deutschland gespielt.
Anfang 1991 zog Reed nach Hamburg, wo er Red Lorry Yellow Lorry reaktivierte. Im April erschien auf dem kleinen süddeutschen Label Deathwish Office eine neue Single Talking Back, gefolgt im Oktober von dem neuen Studioalbum Blasting off, das musikalisch eine Rückkehr zum härteren Stil vor Blow darstellte. Eine für Oktober/November geplante Europatournee musste wegen Schwierigkeiten mit dem Veranstalter abgesagt werden und auf Januar/Februar 1992 verschoben werden, dafür kehrte Dave Wolfenden vorübergehend wieder zurück in die Band. 1992 wurde Chris Reed Vater, legte die Band auf Eis und wandte sich einer kurzen Solokarriere zu. Der letzte Auftritt für die nächsten 10 Jahre fand am 21. August 1993 auf dem Off The Streets-Benefizfestival im Londoner Town & Country Club statt, vage Pläne für eine neue LP im Jahre 1995 erfüllten sich nicht.
2003 hauchte Reed Red Lorry Yellow Lorry neues Leben ein und brachte 2004 vier neue Songs heraus, die allerdings nur als Download auf der Website der Band erhältlich sind. Im selben Jahr war die Band auf Tournee durch das Vereinigte Königreich. 2005 erschien eine Live-DVD von einem Konzert in Belgien, das  während der Europa-Tournee aufgenommen worden war.
2013 kündigte Chris Reed ein neues Studioalbum an. Ende 2014 gab David Wolfenden an, dass ein neues Studioalbum mit 13 Songs fertig aufgenommen sei und voraussichtlich im Frühjahr 2015 veröffentlicht werde.

## Diskografie

### Alben
- Talk about the Weather (1985)
- Paint Your Wagon (1986)
- Smashed Hits (1987) – Kompilation
- Nothing Wrong (1988)
- Blow (1989)
- Blasting Off (1991)
- The Singles 1982–87 (1994) – Kompilation
- Generation (1994) – Kompilation
- The Very Best Of (2000)  – Kompilation
- Nothing Wrong / Blow (2001)
- Strange Kind Of Paradise (2025)

### Singles und EPs
- Beating My Head (1982)
- Take It All (1983)
- He’s Read (1983)
- This Today EP (1983)
- Monkey’s on Juice (1983)
- Hollow Eyes (1984)
- Chance (1985)
- Spinning Round (1985)
- Walking on Your Hands (1986)
- Cut Down (1986)
- Paint Your Wagon  7” Only (1986)
- Crawling Mantra EP, veröffentlicht unter dem kurzzeitig geänderten Namen "The Lorries" (1987)
- Nothing Wrong (1988)
- Open Up (1988)
- Only Dreaming (Wide Awake) (1988)
- Temptation (1989)
- Talking Back (1991)
- Driving Black (2024)

### Kompilationen
- Gothic Rock Volume 2: 80’s Into 90’s